# Grande-Terre

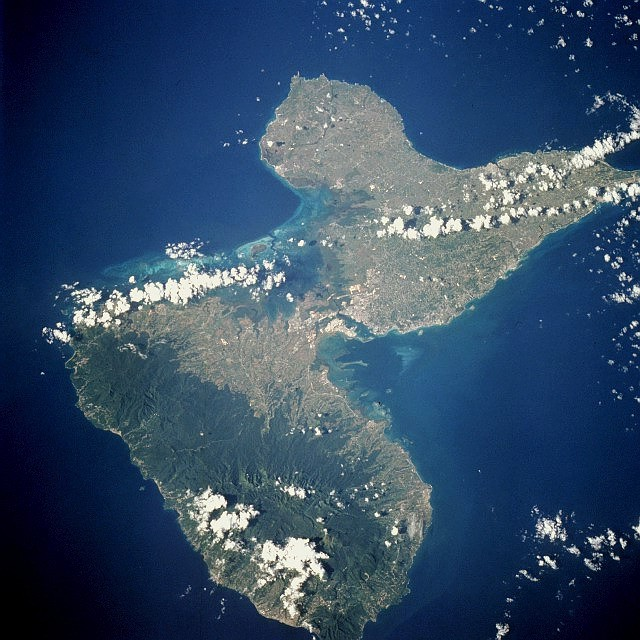
Grup principal de l'arxipèlag de Guadalupe

Grande-Terre és la segona de les dues majors illes del departament d'ultramar francès de Guadalupe. El seu nom vol dir literalment en francès "Terra Gran". Està separada de la seva germana gran —Basse-Terre— per un estret canal anomenat Rivière Salée.
És una illa calcària que en el seu centre té un altiplà àrid. Posseïx 590 km² de superfície i una població segons el cens de 2006 de 197.603 habitants vivint en 10 communes o municipalitats.
Al litoral sud d'aquesta illa se situen les platges i hotels que atreuen el turisme a Guadalupe. L'illa té igualment la major part de la terra utilitzada per a l'agricultura en el territori.

## Llista dels municipis de Grande-Terre
| Rang | Municipis            | Pop. (2006) | Superfície(km²) | Densitat |
| ---- | -------------------- | ----------- | --------------- | -------- |
| 1    | Les Abymes - PTP     | 60.053      | 81,25           | 739      |
| 2    | Le Gosier - PTP      | 27.370      | 42,20           | 649      |
| 3    | Sainte-Anne          | 23.073      | 80,29           | 287      |
| 4    | Le Moule             | 21.027      | 82,84           | 254      |
| 5    | Pointe-à-Pitre - PTP | 17.541      | 2,66            | 6.594    |
| 6    | Morne-à-l'Eau        | 16.703      | 63,56           | 263      |
| 7    | Saint-François       | 13.424      | 59,82           | 224      |
| 8    | Petit-Canal          | 8.180       | 70,35           | 116      |
| 9    | Port-Louis           | 5.481       | 43,24           | 127      |
| 10   | Anse-Bertrand        | 4.751       | 60,47           | 79       |

## Galeria d'imatges

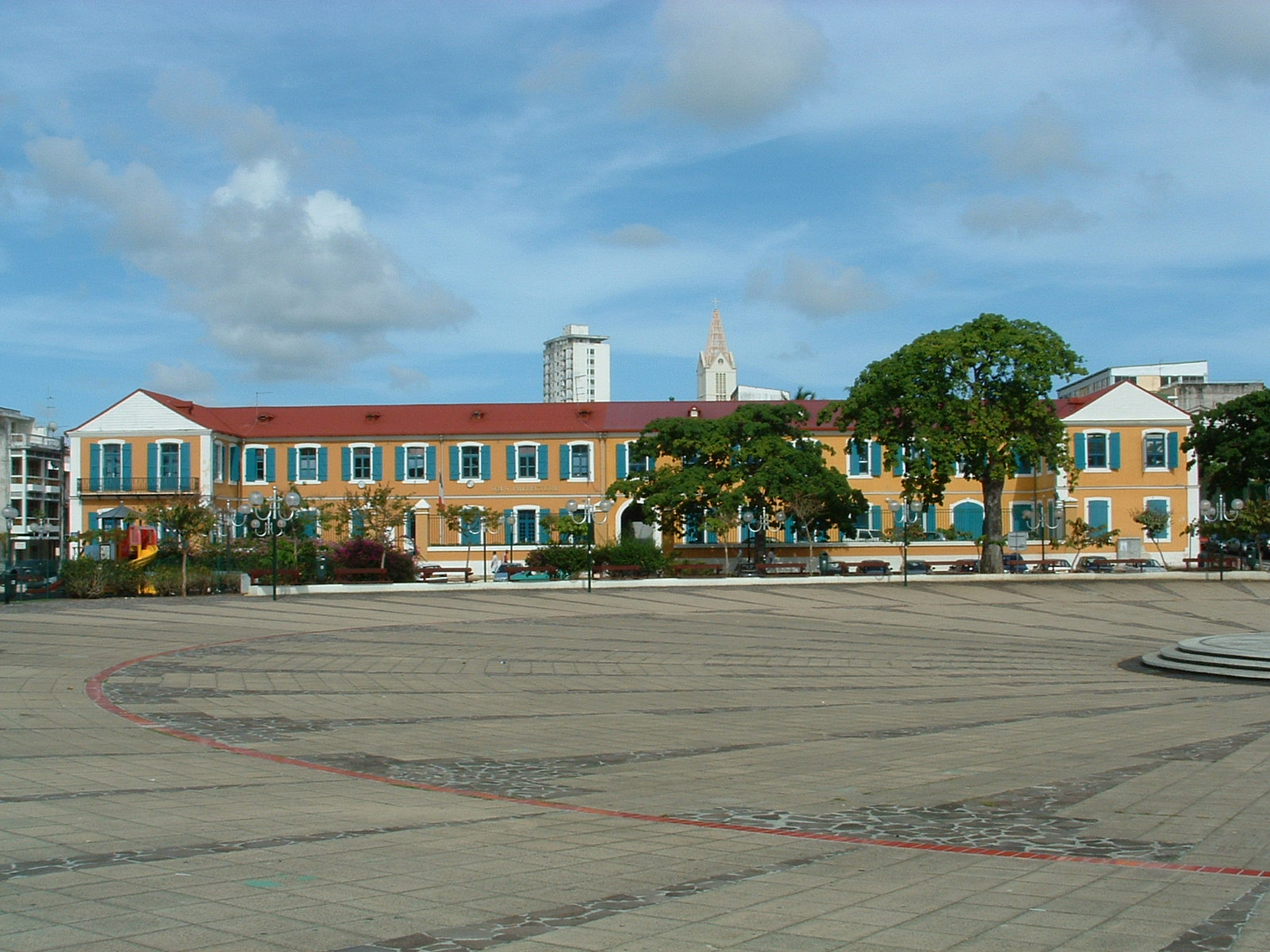
Pointe-à-Pitre, la ciutat més important
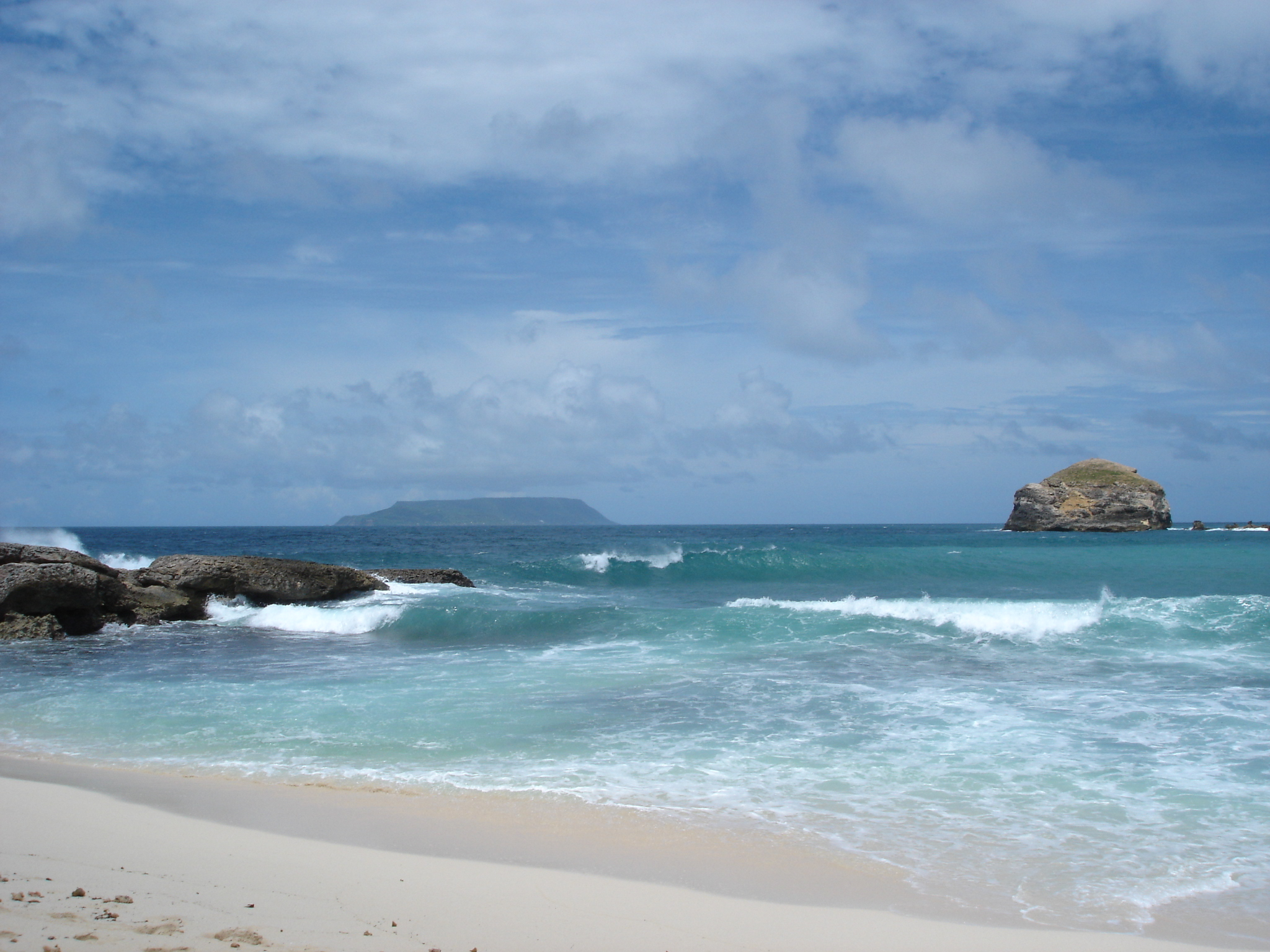
Platja de Grande-Terre
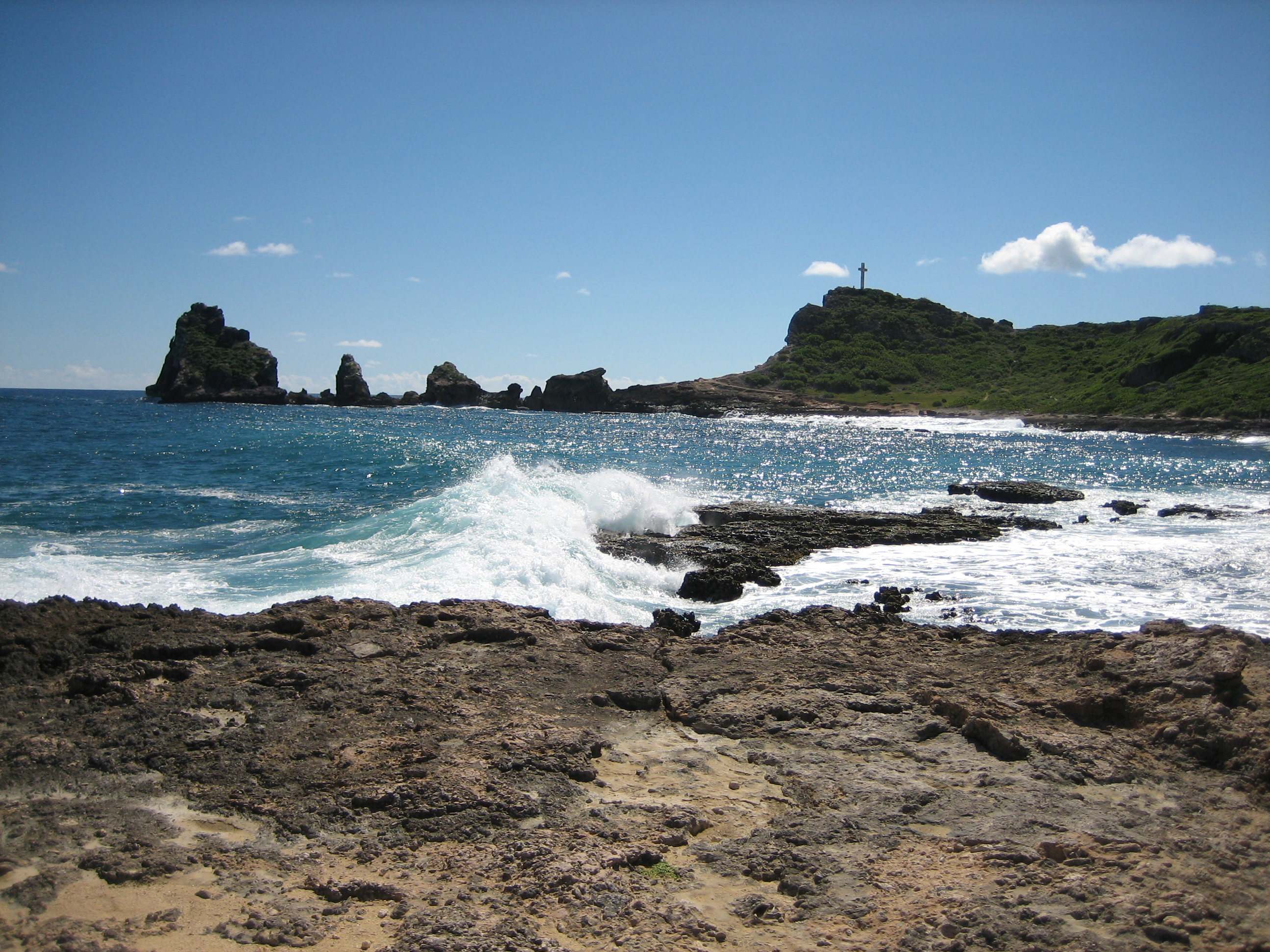
La Punta dels Castells
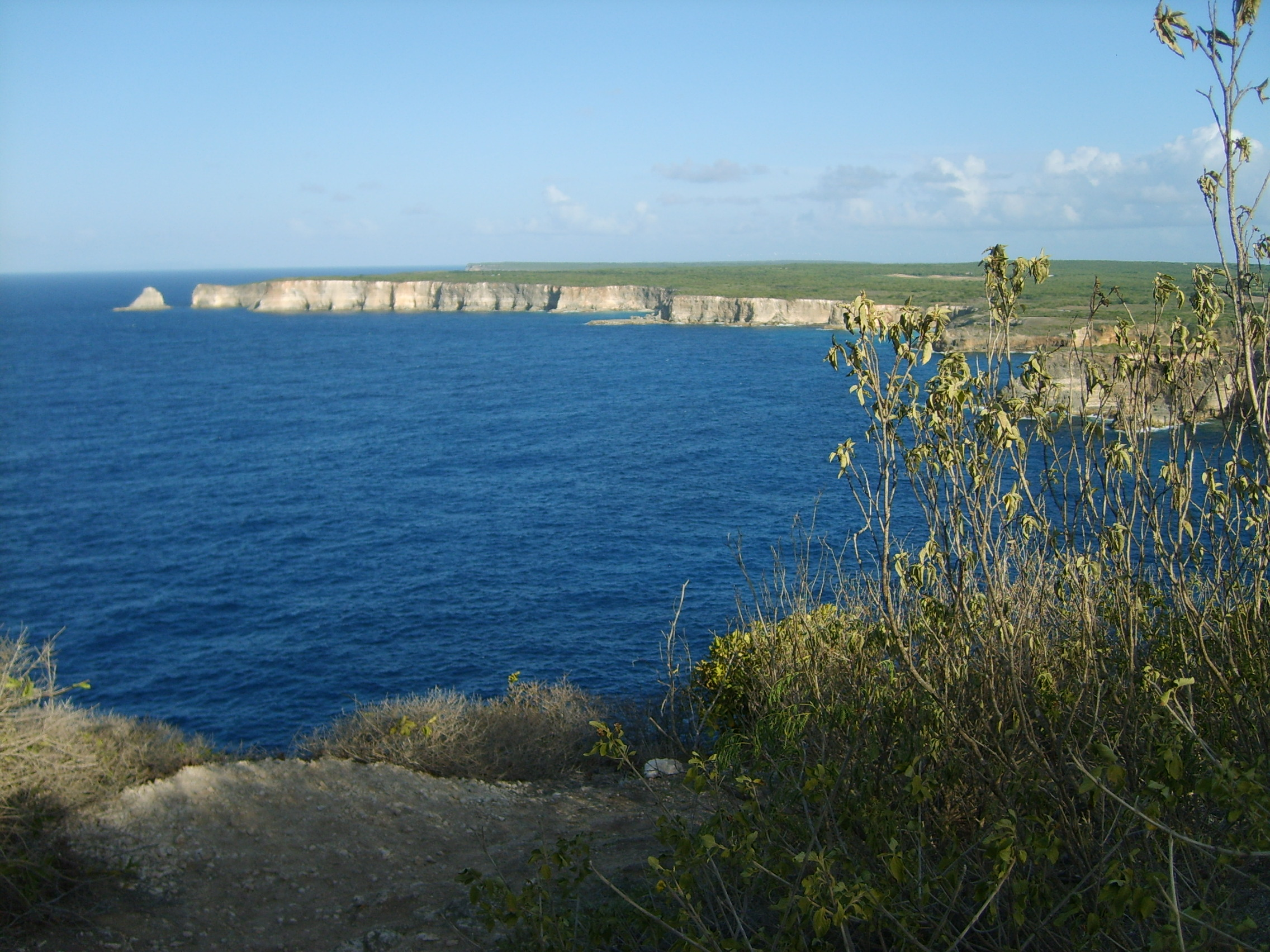
La Punta de la Grande Vigie